# Danh sách tòa nhà cao nhất ở Valencia
Valencia, Tây Ban Nha là thành phố lớn thứ 3 ở Tây Ban Nha và thứ 15 ở Liên minh châu Âu.

## Hình ảnh

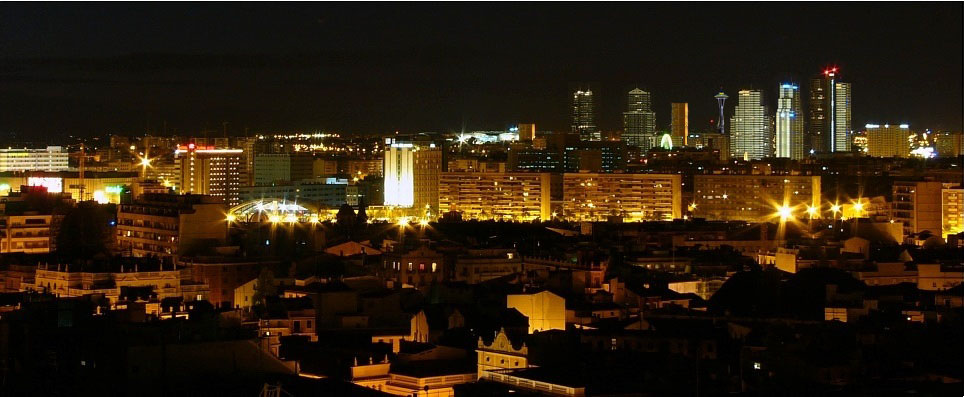
Các tòa nhà chọc trời ở Valencia vào ban đêm

## Các tòa nhà cao nhất
Danh sách bao gồm các tòa nhà từ 70 mét trở lên ở thành phố Valencia và khu vực lân cận.
| Xếp hạng | Tên                            | Hình ảnh | Chiều cao m (ft) | Số tầng | Năm                | Sử dụng               |
| -------- | ------------------------------ | -------- | ---------------- | ------- | ------------------ | --------------------- |
| 1        | Hilton Valencia (Torre Hilton) |          | 117 m (384 ft)   | 35      | 2006               | Khách sạn             |
| 2        | Torre de Francia               |          | 115 m (377 ft)   | 35      | 2002               | Khu dân cư            |
| 3        | Aqua Multiespacio 1            |          | 95 m (312 ft)    | 22      | 2006               | Văn phòng             |
| 4=       | Torres Llaves de Oro 1         |          | 90 m (295 ft)    | 26      | 2003               | Khu dân cư            |
| 4=       | Torres Llaves de Oro 2         |          | 90 m (295 ft)    | 26      | 2003               | Khu dân cư            |
| 4=       | Ademuz (buildings) 1           |          | 90 m (295 ft)    | 26      | 2003               | Khu dân cư            |
| 4=       | Ademuz (buildings) 2           |          | 90 m (295 ft)    | 24      | 2003               | Khách sạn             |
| 8        | Edificio Oceanis               |          | 85 m (279 ft)    | 22      | 2010               | Khu dân cư            |
| 9        | Edificio Garcerán              |          | 85 m (279 ft)    | 22      | 1962               | Khu dân cư            |
| 10       | Aries Center                   |          | 83 m (272 ft)    | 22      | under construction | Văn phòng             |
| 11       | Torres Alameda                 |          | 82 m (269 ft)    | 21      | 1999               |                       |
| 12       | Edificio Sol                   |          | 81 m (266 ft)    | 25      | 1967               | Khu dân cư            |
| 13       | Edificio Navis                 |          | 80 m (262 ft)    | 22      | 2009               | Khu dân cư            |
| 14=      | Edificio Politaria A           |          | 78 m (256 ft)    | 20      | 1999               |                       |
| 14=      | Edificio Politaria B           |          | 78 m (256 ft)    | 20      | 1999               |                       |
| 14=      | Calle General Urrutia, 65      |          | 78 m (256 ft)    | 20      | 1997               |                       |
| 14=      | Torre Ciudad de las Ciencias A |          | 78 m (256 ft)    | 20      | 1996               |                       |
| 14=      | Edificio El Bachiller 31       |          | 78 m (256 ft)    | 20      | 1970               | Khu dân cư            |
| 19       | Torre del Parc Central         |          | 74 m (243 ft)    | 23      | under construction | Khu dân cư            |
| 20=      | SOB 1                          |          | 73 m (240 ft)    | 21      | under construction | Public housing        |
| 20=      | Torres Oceanográficas          |          | 73 m (240 ft)    | 21      | 2000               | Khu dân cư            |
| 20=      | Torres Alameda                 |          | 73 m (240 ft)    | 21      | 1999               | Khu dân cư            |
| 20=      | Residencial Torres de Levante  |          | 73 m (240 ft)    | 20      | 2009               | Văn phòng, Khu dân cư |
| 24       | Edificio Arcade                |          | 72 m (236 ft)    | 21      | 1994               | Văn phòng, Khu dân cư |
| 25       | Torre del Sol                  |          | 71 m (233 ft)    | 20      | 1994               | Khu dân cư            |
| 26=      | Edificio Gulliver              |          | 70 m (230 ft)    | 20      | 1999               | Khu dân cư            |
| 26=      | Torre Ciudad de las Ciencias B |          | 70 m (230 ft)    | 20      | 1996               | Khu dân cư            |
| 26=      | Torre Ciudad de las Ciencias C |          | 70 m (230 ft)    | 20      | 1998               | Khu dân cư            |
| 26=      | Torre Ciudad de las Ciencias D |          | 70 m (230 ft)    | 20      | 1998               | Khu dân cư            |
| 26=      | Edificio Bulevar               |          | 70 m (230 ft)    | 18      | 2002               | Khu dân cư            |
| 26=      | Edificio Marola II             |          | 70 m (230 ft)    | 18      | 2002               | Khu dân cư            |
| 26=      | Torre de Valencia              |          | 70 m (230 ft)    | 18      | 1956               | Khu dân cư            |
| 33=      | La Torre                       |          | ~70 m (230 ft)   | 21      | under construction | Khu dân cư            |
| 33=      | Edificio R17                   |          | ~70 m (230 ft)   | 21      | under construction | Khu dân cư            |
|          | Torre Parque Ademuz            |          |                  | 30      | under construction | Văn phòng             |

## Đang xây dựng, đã thông qua hay dự thảo
| Tên                             | Chiều cao m (ft) | Số tầng | Tình trạng                                | Sử dụng               |
| ------------------------------- | ---------------- | ------- | ----------------------------------------- | --------------------- |
| Torre Valencia                  | 308 m (1.010 ft) | 81      | đã thông qua kế hoạch [đề xuất]           |                       |
| Torre Castellón                 | 266 m (873 ft)   | 71      | đã thông qua kế hoạch [đề xuất]           |                       |
| Torre Alicante                  | 220 m (722 ft)   | 58      | đã thông qua kế hoạch [đề xuất]           |                       |
| Khách sạn 1                     | 149 m (489 ft)   | 42      | đã thông qua kế hoạch [chấp thuận]        | Khách sạn             |
| Khách sạn 2                     | 149 m (489 ft)   | 42      | đã thông qua kế hoạch [chấp thuận]        | Khách sạn             |
| Edificio Columbia 30            | 114 m (374 ft)   | 30      | đã thông qua kế hoạch [chấp thuận]        | Khu dân cư            |
| Pont Mare 1                     | 113 m (371 ft)   | 25      | đã thông qua kế hoạch [đề xuất]           | Văn phòng             |
| Pont Mare 2                     | 113 m (371 ft)   | 25      | đã thông qua kế hoạch [đề xuất]           | Văn phòng             |
| Torre de la Música              | 100 m (328 ft)   | 26      | đã thông qua kế hoạch [chấp thuận]        | trường học            |
| Torre I                         | 97 m (318 ft)    | 30      | đã thông qua kế hoạch [chấp thuận]        | Khu dân cư            |
| Torre II                        | 97 m (318 ft)    | 30      | đã thông qua kế hoạch [chấp thuận]        | Khu dân cư            |
| Torre III                       | 97 m (318 ft)    | 30      | đã thông qua kế hoạch [chấp thuận]        | Khu dân cư            |
| Parque Central 1                | 93 m (305 ft)    | 26      | đã thông qua kế hoạch [đề xuất]           | Văn phòng, Khu dân cư |
| Parque Central 2                | 93 m (305 ft)    | 26      | đã thông qua kế hoạch [đề xuất]           | Văn phòng, Khu dân cư |
| Parque Central 3                | 93 m (305 ft)    | 26      | đã thông qua kế hoạch [đề xuất]           | Văn phòng, Khu dân cư |
| Parque Central 4                | 93 m (305 ft)    | 26      | đã thông qua kế hoạch [đề xuất]           | Văn phòng, Khu dân cư |
| Nazaret 1                       | 90 m (295 ft)    | 26      | đã thông qua kế hoạch [đề xuất]           | Khu dân cư            |
| Nazaret 2                       | 90 m (295 ft)    | 26      | đã thông qua kế hoạch [đề xuất]           | Khu dân cư            |
| Sharing Tower                   | 90 m (295 ft)    | 26      | đã thông qua kế hoạch [đề xuất]           | Khu dân cư            |
| Torres de Tulell - B7           | 81 m (266 ft)    | 25      | đã thông qua kế hoạch [chấp thuận]        | Khu dân cư            |
| Torres de Tulell - B8           | 81 m (266 ft)    | 25      | đã thông qua kế hoạch [chấp thuận]        | Khu dân cư            |
| Torres de Tulell - B9           | 81 m (266 ft)    | 25      | đã thông qua kế hoạch [chấp thuận]        | Khu dân cư            |
| Torres de Tulell - B10          | 81 m (266 ft)    | 25      | đã thông qua kế hoạch [chấp thuận]        | Khu dân cư            |
| Torres de Tulell - B11          | 81 m (266 ft)    | 25      | đã thông qua kế hoạch [chấp thuận]        | Khu dân cư            |
| Torres de Tulell - B12          | 81 m (266 ft)    | 25      | đã thông qua kế hoạch [chấp thuận]        | Khu dân cư            |
| Torres de Tulell - B13          | 81 m (266 ft)    | 25      | đã thông qua kế hoạch [chấp thuận]        | Khu dân cư            |
| Torres de Tulell - B14          | 81 m (266 ft)    | 25      | đã thông qua kế hoạch [chấp thuận]        | Khu dân cư            |
| Torres de Tulell - B15          | 81 m (266 ft)    | 25      | đã thông qua kế hoạch [chấp thuận]        | Khu dân cư            |
| Jardines de Almazil I           | 81 m (266 ft)    | 25      | đã thông qua kế hoạch [chấp thuận]        | Khu dân cư            |
| Jardines de Almazil II          | 81 m (266 ft)    | 25      | đã thông qua kế hoạch [chấp thuận]        | Khu dân cư            |
| Catarroja Nou Mileni 1          | 81 m (266 ft)    | 25      | đã thông qua kế hoạch [đề xuất]           | Khu dân cư            |
| Catarroja Nou Mileni 2          | 81 m (266 ft)    | 25      | đã thông qua kế hoạch [đề xuất]           | Khu dân cư            |
| Catarroja Nou Mileni 3          | 81 m (266 ft)    | 25      | đã thông qua kế hoạch [đề xuất]           | Khu dân cư            |
| Catarroja Nou Mileni 4          | 81 m (266 ft)    | 25      | đã thông qua kế hoạch [đề xuất]           | Khu dân cư            |
| Torre 1 to 33 (33 buildings)    | 81 m (266 ft)    | 25      | đã thông qua kế hoạch [đề xuất]           | Khu dân cư            |
| Apartamentos para Mayores       | 76 m (249 ft)    | 22      | đã thông qua kế hoạch [đề xuất]           | Khu dân cư            |
| Torre de viviendas              | 73 m (240 ft)    | 21      | đã thông qua kế hoạch [chấp thuận]        | Khu dân cư            |
| Huerta Tower                    | 73 m (240 ft)    | 21      | đã thông qua kế hoạch [chấp thuận]        | nhà công cộng         |
| R-10 Tower                      | 73 m (240 ft)    | 21      | đã thông qua kế hoạch [chấp thuận]        | nhà công cộng         |
| Torre Radial                    | 73 m (240 ft)    | 21      | đã thông qua kế hoạch [chấp thuận]        | nhà công cộng         |
| Torre Solar                     | 73 m (240 ft)    | 21      | đã thông qua kế hoạch [chấp thuận]        | nhà công cộng         |
| Torre 101373                    | 73 m (240 ft)    | 21      | đã thông qua kế hoạch [chấp thuận]        | nhà công cộng         |
| Edificio Dédalo                 | 70 m (230 ft)    | 20      | đã thông qua kế hoạch [chấp thuận]        | Khu dân cư            |
| PAI Moreras 2                   | 70 m (230 ft)    | 20      | đã thông qua kế hoạch [chấp thuận]        | Khu dân cư            |
| PAI Benimaclet                  | 70 m (230 ft)    | 20      | đã thông qua kế hoạch [chấp thuận]        | Khu dân cư            |
| Sociopolis Habitat Mediterráneo | không có dữ liệu | 25      | đã thông qua kế hoạch [đề xuất]           | không có dữ liệu      |
| Quint II Edificio 1             | không có dữ liệu | 22      | đã thông qua kế hoạch [đề xuất]           | Khu dân cư            |
| Quint II Edificio 2             | không có dữ liệu | 22      | đã thông qua kế hoạch [đề xuất]           | Khu dân cư            |
| Quint II Edificio 3             | không có dữ liệu | 22      | đã thông qua kế hoạch [đề xuất]           | Khu dân cư            |
| Quint II Edificio 4             | không có dữ liệu | 22      | đã thông qua kế hoạch [đề xuất]           | Khu dân cư            |
| Quint II Edificio 5             | không có dữ liệu | 22      | đã thông qua kế hoạch [đề xuất]           | Khu dân cư            |
| Quint II Edificio 6             | không có dữ liệu | 22      | đã thông qua kế hoạch [đề xuất]           | Khu dân cư            |
| Edificio Edival La Torre        | không có dữ liệu | 21      | đã thông qua kế hoạch [chuẩn bị địa điểm] | Khu dân cư            |
| Torre Valencia                  | không có dữ liệu | 21      | đã thông qua kế hoạch [chuẩn bị địa điểm] | Khu dân cư            |